# Тысяча островов
Ты́сяча острово́в (англ. Thousand Islands) — природная достопримечательность Канады и США. Представляет собой архипелаг островов, тянущихся вдоль границы Канады и США по реке Святого Лаврентия в месте её истока с северо-востока озера Онтарио.

## География
Архипелаг простирается на 80 км вниз по течению от г. Кингстон в провинции Онтарио. Канадская часть островов находится на территории провинции Онтарио, а американская — на территории штата Нью-Йорк. Общее число островов — 1864, их размер колеблется от 100 км² (40 квадратных миль) до небольших участков земли, куда изредка залетают перелётные птицы. Количество островов определяется исходя из критерия круглогодичного нахождения над водой участка территорией не менее 0,1 м² (1 квадратного фута), где может разместиться хотя бы одно дерево.
Дно между островами весьма мелкое и каменистое, поэтому сплав по проливам затруднён, а в ночное время и опасен.

## История и туризм
Тысяча островов были весьма популярны как курорт в конце XIX — начале XX века. Здесь соорудил свой замок гостиничный магнат Джордж Больдт, забросивший его после смерти жены. Здесь же, в Клейтоне, находится Музей старинных кораблей. Ещё одно знаменитое сооружение — Замок Зингер на Тёмном острове, который в данный момент открыт для туристов.
На канадской стороне пристани, от которых отправляются круизы на Тысячу островов, находятся в Гананокве, Рокпорте и Кингстоне, а с американской стороны — в Александрии (штат Нью-Йорк).

## В культуре
На Тысяче островов происходит часть действия романа Д. Фенимора Купера «Следопыт, или На берегах Онтарио». В произведении здесь находится английский пост, с которого англичане перехватывают французские корабли. В конце книги пост прекращает своё существование.

## Галерея изображений
- Некоторые из Тысячи островов: вид со стороны штата Нью-Йорк на Онтарио
- Дом на одном из островов
- Один из самых маленьких островов. Носит название «Просто достаточно места» («Just Room Enough»)
- Вид с воздуха на замок Больдта
- Закат над одним из самых маленьких из Тысячи островов: на нём находятся одно дерево и два куста
- Замок корпорации «Зингер»